# 康布兰
康布兰（法語：Cambrin，法語發音：[kɑ̃bʁɛ̃]）是法国上法蘭西大區加来海峡省的一个市镇，属于贝蒂讷区。

## 地理
康布兰（50°30'41"N, 2°44'32"E）面积1.77 平方千米，位于法国上法蘭西大區加来海峡省，该省份为法国北部沿海省份，西北濒北海，南至索姆省，东临北部省。
与康布兰接壤的市镇（或旧市镇、城区）包括：屈安希、努瓦耶勒-莱韦尔梅勒、韦尔梅勒、阿讷坎。

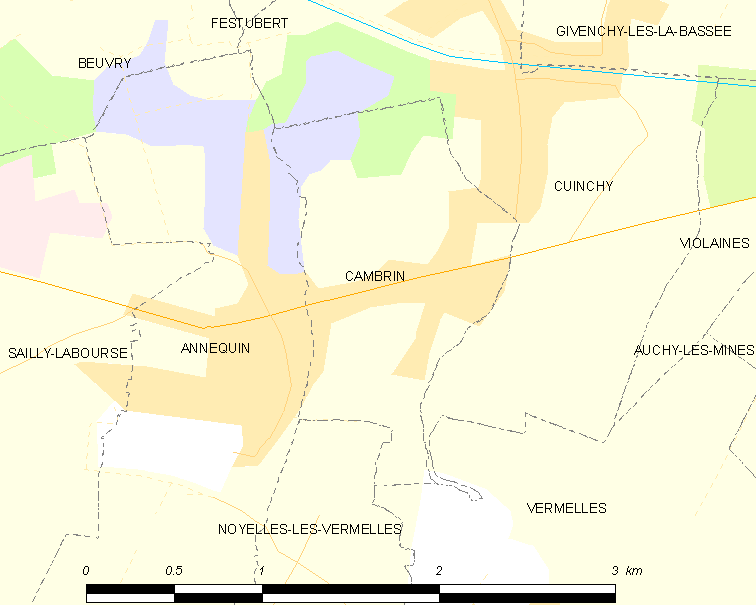
康布兰的OSM定位图

康布兰的时区为UTC+01:00、UTC+02:00（夏令时）。

## 行政
康布兰的邮政编码为62149，INSEE市镇编码为62200。

## 政治
康布兰所属的省级选区为杜夫兰县。

## 人口

1962-2008年间康布兰人口变化图示

康布兰于2022年1月1日时的人口数量为1250人。